# Pachydema hontoriai
Pachydema hontoriai är en skalbaggsart som beskrevs av Escalera 1914. Pachydema hontoriai ingår i släktet Pachydema och familjen Melolonthidae. Inga underarter finns listade i Catalogue of Life.